# Jayme Alaric de Perpignan

E nós que érem en ualencia uench-nos Jacme Alarich ab los tartres e altre missatge de Grècia que y havia, e dixeren-nos de part del gran cha, qui era Rei dels tartres, que ell hauia cor e volentat d’ajudar-nos, e que venguéssem a alayas o en altre loc e que ell eixiria a nós, e per sa terra trobaríem ço que mester auríem e així poríem ab ells ensems conquerir lo Sepulcre. E deïa que ell nos bastaria de “genys”,  e ens bastaria de conduit. E dix-nos l’altre missatge de Palialogo, emperador dels grechs, que ell nos enviaria per mar conduit

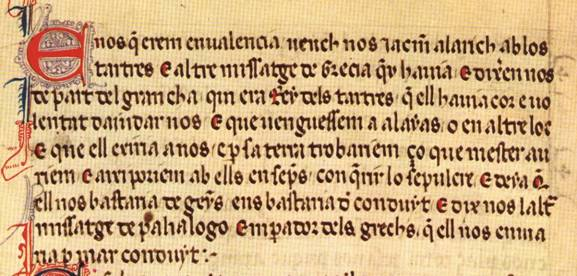
Extracto del "Llibre dels fets" de Jaime I, donde habla de una embajada enviada al Gran Khan por medio de Jayme Alaric, de regreso a su corte con dos embajadores mongoles:E nós que érem en ualencia uench-nos Jacme Alarich ab los tartres e altre missatge de Grècia que y havia, e dixeren-nos de part del gran cha, qui era Rei dels tartres, que ell hauia cor e volentat d’ajudar-nos, e que venguéssem a alayas o en altre loc e que ell eixiria a nós, e per sa terra trobaríem ço que mester auríem e així poríem ab ells ensems conquerir lo Sepulcre. E deïa que ell nos bastaria de “genys”, e ens bastaria de conduit. E dix-nos l’altre missatge de Palialogo, emperador dels grechs, que ell nos enviaria per mar conduit

Jacme Alaric de Perpiñán, también conocido como Jaime Alarich, Jaume d'Alarich o Jaume Alarig (siglo XIII), fue un embajador enviado por el papa Clemente IV y Jaime el Conquistador al gran khan mongol Abaqa Khan en 1267.
El emperador bizantino Miguel VIII Paleólogo había enviado a su hija ilegítima María Paleóloga a casarse con Hulagu Khan, el predecesor de Abāqā, Il-khan de Persia. Hulagu murió antes que ella hubiera terminado el viaje, por lo que se casó con Abaqa. María se convirtió en una figura religiosa popular entre los mongoles, que habían tenido anteriormente a Doquz Khatuna, la esposa de Hulagu, como una dirigente religiosa. Tras la muerte de Doquz, este sentimiento se dirigió hacia María, que fue llamada "Despina Khatuna".
Climent y Jaime se concentraron por este motivo, hacia la posibilidad de que los mongoles pudieran unirse a los europeos en una alianza aragonesa-Mongol contra los musulmanes. A partir de Viterbo en 1267, enviaron una carta, llevada por Jaime Alarico de Perpiñán. Como respuesta positiva a los mensajes anteriores de los mongoles, e informaron a Abaqa de la próxima cruzada (la Octava Cruzada).

Los reyes de Francia y de Navarra, tomando seriamente la situación en Tierra Santa y protegidos con la Santa Cruz, se están preparando para atacar a los enemigos de la Cruz. Nos escribiais que os queríais sumar a vuestro suegro (el emperador griego Michael Palaiologos VIII) para ayudar a los latinos. Os lo agradecemos abundantemente, pero no podemos decir nada todavía, antes de haber pedido a los gobernantes, qué camino piensan seguir. Les transmitiremos el consejo, a fin de ilustrar sus deliberaciones, e informaremos a su magnificencia, mediante un mensaje seguro, de lo que se haya acordado.
 Carta de 1267 del papa Clemente IV a Abagha

De todos modos, Abaqa estaba ocupado con las guerras a otras tierras del Imperio Mongol, y sólo hizo vagas promesas de asistencia.
Jacme Alaric volvió a Europa el 1269, acompañado de una embajada mongola.